# Ton van den Hurk
Ton van den Hurk (Eindhoven, 3 maart 1933 – Weert, 8 april 2021) was een Nederlands profvoetballer. Hij speelde voor onder andere Eindhoven, VVV en Sittardia.

## Carrière
Van den Hurk begon zijn voetbalcarrière bij Eindhoven en werd in 1950 geselecteerd voor het Nederlands jeugdelftal. De Eindhovenaar stond bekend om een goede traptechniek en was sterk in kopduels. 
Toch kon de jeugdinternational bij de landskampioen van 1954 nooit rekenen op een vaste basisplaats, ook al omdat hij voor de verdedigende stopperspil-positie moest concurreren met Frans van Tuijl. Getipt door Dick Snoek en Jan Klaassens wist Sportclub Venlo '54 hem in 1954 te strikken voor een overstap naar het profvoetbal. Kort nadien ging Sportclub Venlo '54 op in VVV. Van den Hurk was de maker van VVV's eerste competitiedoelpunt in het betaalde voetbal op 28 november 1954. In de met 2-3 gewonnen uitwedstrijd bij Ajax scoorde hij uit een strafschop de openingstreffer. Van den Hurk maakte ook deel uit van het Venlose elftal dat in 1959 de KNVB Bekerfinale won dankzij een 4-1 overwinning op ADO.
Na degradatie uit de Eredivisie in 1962 werd Van den Hurk, samen met zijn ploeggenoten Cor de Meulemeester en Willy Erkens, door VVV verkocht aan de ambitieuze eerstedivisionist Sittardia die naar het hoogste niveau wilde promoveren. Het Sittardse avontuur liep echter op een teleurstelling uit. Van den Hurk keerde in 1963 het profvoetbal de rug toe en stapte over naar de amateurs van SV Panningen met wie hij in 1964 wel wist te promoveren, van de Derde naar de Tweede klasse. Daarop haalde VVV de verdediger over voor een terugkeer op het oude nest die slechts een seizoen zou duren.
Na zijn profloopbaan speelde Van den Hurk nog een paar jaar bij de amateurs en was hij trainer bij onder meer Belfeldia, SV Blerick, Wittenhorst en VV Swalmen. Op 8 april 2021 overleed hij op 88-jarige leeftijd.

### Profstatistieken
| Seizoen        | Club                | Competitie      | Competitie | Competitie | Beker | Beker | Intertoto | Intertoto | Totaal | Totaal |
| Seizoen        | Club                | Competitie      | Wed.       | Dlp.       | Wed.  | Dlp.  | Wed.      | Dlp.      | Wed.   | Dlp.   |
| -------------- | ------------------- | --------------- | ---------- | ---------- | ----- | ----- | --------- | --------- | ------ | ------ |
| 1954           | Sportclub Venlo '54 | NBVB            | 11         | 1          | —     | —     | —         | —         | 11     | 1      |
| 1954/55        | VVV                 | Eerste klasse D | 26         | 2          | —     | —     | —         | —         | 26     | 2      |
| 1955/56        | VVV                 | Hoofdklasse A   | 33         | 0          | —     | —     | —         | —         | 33     | 0      |
| 1956/57        | VVV                 | Eredivisie      | 32         | 0          | 5     | 0     | —         | —         | 37     | 0      |
| 1957/58        | VVV                 | Eredivisie      | 32         | 0          | 1     | 0     | —         | —         | 33     | 0      |
| 1958/59        | VVV                 | Eredivisie      | 28         | 0          | 6     | 0     | —         | —         | 34     | 0      |
| 1959/60        | VVV                 | Eredivisie      | 34         | 0          | —     | —     | —         | —         | 34     | 0      |
| 1960/61        | VVV                 | Eredivisie      | 32         | 2          | 5     | 1     | —         | —         | 37     | 3      |
| 1961/62        | VVV                 | Eredivisie      | 31         | 0          | 1     | 0     | 5         | 0         | 37     | 0      |
| 1962/63        | Sittardia           | Eerste divisie  | 16         | 0          | 1     | 0     | —         | —         | 17     | 0      |
| 1964/65        | VVV                 | Eredivisie      | 21         | 0          | 1     | 0     | —         | —         | 22     | 0      |
| Carrièretotaal | Carrièretotaal      | Carrièretotaal  | 306        | 5          | 20    | 1     | 5         | 0         | 331    | 6      |